# 10005 Chernega
10005 Chernega (1976 SS2) là một tiểu hành tinh vành đai chính được phát hiện ngày 24 tháng 9 năm 1976 bởi N. S. Chernykh ở Đài vật lý thiên văn Crimean. Nó được đặt theo tên Nikolaj Akimovich Chernega, head of the Department of the Astronomical Observatory thuộc Kiev University between 1961 và 1988.